# Черны, Индржих
Индржих Черны (чеш. Jindřich Černý, 20 июня 1930[…], Часлав, Кутна-Гора[…] — 20 октября 2020, Прага) — чешский историк театра и театральный критик, драматург, переводчик с испанского и китайского языков. Лауреат премии Ф. Кс. Шалды.

## Биография
Окончил в 1948 году реальную гимназию в Праге. В 1948—1951 изучал эстетику, литературоведение и театроведение на факультете искусств Карлова университета, а затем продолжил обучение в ДАМУ. Окончил институт в 1952 году. В том же году был приговорён к шести месяцам за участие в так называемой антигосударственной студенческой группе. После службы в ПТП (Вспомогательный технический батальон) в 1954—1960 годах был безработным.
До 1960 года ему разрешалось сотрудничать с учреждениями культуры только как внешний совместитель, в 1960—1970 гг. был редактором, а позже и главным редактором театрального отдела агентства «Дилиа». С 1969 года работал в Кабинете по изучению чешского театра Института чешской и мировой литературы, но оттуда в 1971 году вынужден был уйти. В 1971—1977 гг. был безработным, затем работал ночным сторожем и по совместительству в театральном отделе Национального музея.
Как театральный критик, с 1957 по 1970 год публиковался в театральных журналах, в журналах «Народная демократия» и «Гость в доме». В 1977 году попал в архив Национального театра в Праге, где работал до 1990 года.
В 1991—1993 возглавлял Национальный театр в Праге, затем — на пенсии.